# Miguel Picazo
Miguel Picazo est un réalisateur espagnol, né le 27 mars 1927 à Cazorla (province de Jaén) et mort le 23 avril 2016 à Guarromán (province de Jaén).

## Biographie
Picazo étudie à l'IIEC de Madrid avant de réaliser, en 1964 son premier et meilleur film : La tía Tula, transposition du roman de Miguel de Unamuno dans l'Espagne franquiste des années 1960, film moderne sur le deuil, la répression sexuelle et l'obscurantisme. Picazo et son chef-d'œuvre reçoivent les prix de meilleur réalisateur et meilleur film espagnol du festival de Saint-Sébastien puis du Círculo de Escritores Cinematográficos, et Luis Buñuel parle du « meilleur film espagnol qu'il ait jamais vu ». Picazo, décrit par El País comme un réalisateur « passionné et savant, spontané et tranquille », est avec Carlos Saura, José Luis Borau et Mario Camus un représentant emblématique du Nouveau Cinéma Espagnol. La censure franquiste l'empêche de mener à bien plusieurs projets.
Il apparaît dans de petits rôles dans L'Esprit de la ruche de Víctor Erice en 1973 et Tesis d'Alejandro Amenábar en 1996, et reçoit le Goya d'honneur en 1997, des mains de son professeur Luis García Berlanga et de son interprète Aurora Bautista.

## Filmographie
- 1964 : La tía Tula, drame d'après Miguel de Unamuno avec Aurora Bautista et Carlos Estrada
- 1968 : Oscuros sueños de agosto, drame avec Viveca Lindfors et Francisco Rabal
- 1971 : Crónicas de un pueblo, feuilleton télévisé
- 1974 : Entre visillos, feuilleton télévisé d'après Carmen Martín Gaite avec Charo López
- 1977 : Los claros motivos del deseo, drame avec Cristina Ramón et Emilio Siegrist
- 1978 : El hombre que supo amar, drame d'après José Cruset avec Timothy Dalton et Antonio Ferrandis
- 1985 : Extramuros, drame d'après Jesús Fernández Santos avec Carmen Maura et Mercedes Sampietro